# Glyptopimpla prima
Glyptopimpla prima là một loài tò vò trong họ Ichneumonidae.